# 伊卜拉欣三世
伊卜拉欣三世（III. İbrahim ，？—1156年），西喀喇汗国第14代汗，穆罕默德·本·蘇來曼的幼子。西喀喇汗国是塞尔柱王朝的附庸，1141年，西辽皇帝耶律大石在卡特万之战大败塞尔柱王朝，西喀喇汗马黑木二世和塞尔柱苏丹逃走，耶律大石以马黑木二世的弟弟伊卜拉欣为桃花石汗，从此，西喀喇汗国成为西辽的属国。1156年，伊卜拉欣与葛逻禄人作战时被杀。
| 前任： 马黑木二世 | 西喀喇汗国可汗 1141年—1156年 | 繼任： 阿里·恰格雷汗 |